# Jean-Daniel Padovani
Jean-Daniel Padovani (Perpiñán, Francia, 17 de enero de 1980), futbolista francés. Juega de portero y su actualmente está sin equipo.

## Trayectoria
Tuvo una gran temporada con el Angers SCO, en el período 2007-2008, que le valió el premio estrella de oro para el mejor portero de la temporada en la Ligue 2.
Desde su llegada a Angers SCO, Padovani jugado casi todos los partidos de su equipo.
Durante la temporada 2009-2010 se prefiere al internacional Kevin Olimpa esperaando a continuación, prestado por el Girondins de Burdeos.
En junio de 2010, firmó por dos temporadas en Dijon.

## Selección nacional
Ha sido internacional con la Selección de fútbol de Francia Sub-20.

## Clubes
| Club              | País    | Año       |
| ----------------- | ------- | --------- |
| FC Martigues      | Francia | 1997-2000 |
| Olympique de Niza | Francia | 2000-2002 |
| FC Rouen          | Francia | 2002-2003 |
| AS Cannes         | Francia | 2003-2006 |
| SCO Angers        | Francia | 2006-2010 |
| Dijon FCO         | Francia | 2010-2012 |